# Папченко Олександр Іванович
Олександр Іванович Папченко (нар. 04 жовтня 1960) — російський письменник, сценарист.

## Біографія
Народився в 1960 році в селищі Привокзальне, Ямпільського району, Сумської області, Української РСР в сім'ї Папченко Івана Опанасовича і Кондратенко Лідії Данилівни. Саша рано залишився без батьків. Батько залишив сім'ю, а мати, Лідія Данилівна, хворіла на туберкульоз і довго була відсутня. Таким чином, весь цей час за Сашею наглядав дідусь. Сім'я жила дуже бідно. 
C 1965 року Саша жив у дитбудинку невеликого містечка Охтирка.
З 1967 року Олександр жив і навчався в школі-інтернаті міста Шостка Сумської області Української РСР. Мати лікувалася неподалік, в тубдиспансері пристанційного селища Воронезький (зараз Воронеж). Це за десять кілометрів від Шостки. У ці роки опікунство над Сашею, на прохання матері, оформила її далека родичка, Антоніна Микитівна Хвіст. Олександр Іванович згадує Антоніну Микитівну з теплотою. Називав і називає її бабусею. Згодом він присвятив їй книгу «Заячі побасенки». Мати померла, коли Саші виповнилося десять років.
Саша продовжував вчитися в інтернаті, а всі вихідні і канікули проводив в районному центрі Ямпіль, у бабусі. Її сім'я замінила хлопчикові рідну сім'ю наскільки це було можливо.
У шкільні роки Саша багато читав. Він був одним з постійних читачів у дитячій бібліотеці імені А.П. Чехова, на Петухівці, передмісті Шостки. «Здається, я прочитав там якщо не все, то половину, це вже точно... коли мене запитують про вищу освіту, я відповідаю, що закінчив бібліотеку Чехова» — сказав одного разу Олександр Іванович.
У 1977 році Олександр закінчив школу-інтернат і вступив до кінотехнікуму в Ростові-на-Дону. Одночасно з навчанням він підробляв кіномеханіком в кінотеатрі «Супутник» в парку Віті Черевичкіна, Ростова-на-Дону.
1980 рік-служба в залізничних військах Радянської Армії. У Чернігові відновлювали залізницю. Госпіталь. Перші поранені з Афганістану. Потім була Карелія і потонувше в снігах містечко під Кондопогою.
Демобілізувавшись в 1982 році, Олександр працював в рідному Ямполі в хімчистці, звідти перевівся на місцевий завод в ремонтну бригаду, потім в кінотеатр «Салют» — кіномеханіком.
Навесні 1984 року Олександр переїхав до Свердловська (зараз Єкатеринбург)  і влаштувався на Свердловську кіностудію. Спочатку штовхав візок з кінокамерою, потім був супер-механіком на документальних фільмах, що знімалися на кіностудії, на хроніці «Радянський Урал», на науково-популярних фільмах. Наприклад, працював з реж. Б. В. Кустовим, В. і. Макеранцем, С. Мірошниченко та ін. Потім працював асистентом оператора, другим оператором на художніх фільмах.
Художні фільми, в зйомках яких А. Папченко брав участь:
«Один і без зброї» 1984 р. (Реж. В. Хотиненко, оператор б. Шапіро).
«Горобинові ночі» 1984 р. (Реж. О. Кобзєв, оператор Віктор Осенніков).
«Золота баба» 1985 р. (Реж. О. Кобзєв, оператор М. Майєр).
«Залив щастя» 1987 р. (Реж. В. Лаптєв, оператор Лесніков).
«Команда «33» 1987 р. У цьому фільмі О. Папченко знявся в ролі рядового Порохні. (Реж. Н. Гусаров, оператор г. Майєр).
«Гіркий ялівець» 1986 р. (Реж. Б. Халзанов).
У 1987 році прийнятий в штат СГТРК (СГТРК) телеоператором. У цій якості Олександр Іванович спостерігав весь постперебудовний переполох, що називається зсередини. Наприклад: 19 серпня 1991 року в пустельному павільйоні зустрічав на роботі демократію. А 4 жовтня 1993 року, в свій день народження, знову ж таки на роботі, зустрічав чергову заваруху.
1997 рік-вийшла перша книжка-збірка повістей і оповідань «Принцип Портоса або останній свідок» (ISBN 5-7525-0481-3). У цьому ж році Олександр Іванович був прийнятий до Спілки російських письменників.
У 2005 році Олександр Іванович залишив Свердловське телебачення і став «вільним художником».

## Нагороди
- 1988 рік Переможець у читацькому конкурсі розповідь року, з оповіданням «Великий і маленький» ж-л «Парус». м. Мінськ.
- 2002 р.  Лауреат фестивалю «Я входжу в світ мистецтв» М. Бєлгород з п'єсою для дітей «Місце зустрічі або шанс».
- 2003 рік Лауреат фестивалю «Всеросійського конкурсу п'єс для професійних дитячих і юнацьких театрів, де грають діти», Міністерство освіти РФ, за п'єсу для дітей «Місце зустрічі або шанс».
- 2006 р премія «Аеліта» за повість «Скарб примари» (надалі повість називається «Жив-був принц») опублікована в ж\лі «Уральський слідопит» 2005р. № 8, 9: Фоторепортаж про нагородження можна подивитися і прочитати повідомлення на форзаці обкладинки в Ж\ле «Уральський слідопит» №6 (588), за 2006 рік. Премію вручає головний редактор журналу м. Фірсов
- 2007 рік Лауреат «Міжнародної літературної премії Владислава Крапівіна» за повісті, «Дві жмені удачі» і «Жив-був принц».
- 2008 рік  Стипендія в галузі культури, Уряду Свердловської області.
- 2008 рік Лауреат літературного конкурсу «Мій Урал» м. Москва за оповідання  «Місто-хлопчик"
- 2008 рік Анімаційний фільм «Ну, ось ще!» лауреат конкурсної програми фестивалю анімаційних фільмів «Суздаль-2008».
- 2009 рік Лауреат Міжнародного літературного конкурсу «Чеховського товариства" - Tshechow-Gesellschaft e. V. "Перехрестя 2009» м Дюссельдорф Німеччина. Номінація «Література для дітей та юнацтва» за казку «Про Єгорку, Бармалейку і чорта».
- 2010 рік  Грамота Міністерства культури Свердловської області, за великий внесок у розвиток літератури для дітей та юнацтва на Уралі
- 2017 рік-Лауреат літературної премії Уральського федерального округу за внесок у розвиток літератури для дітей та юнацтва